# Andrej Fleischmann
Andrej Fleischmann (flájšman), slovenski botanik, vrtnar, vodja Botaničnega vrta v Ljubljani, * 22. november 1804, Beričevo, † 5. junij 1867, Ljubljana.

## Življenje
Andrej Fleischmann je bil rojen 22. novembra 1804 v Beričevem očetu Petru in materi Heleni. Že zelo zgodaj se je navdušil za vrtnarstvo, kar je verjetno vpliv bližine Erbergovega botaničnega vrta v Dolu pri Ljubljani. Leta 1819 ga je Hladnik še kot 15-letnega fantiča sprejel na delo v ljubljanski botanični vrt. Kot vrtnar je najprej služil pod Hladnikovim vodstvom. Hladnik je spodbujal njegovo usposabljanje, a ni znano, ali se je vrtnarstva dejansko izučil, bolj verjetno je, da se ga je priučil skozi dolgoletno sodelovanje s Hladnikom in njegovim namestnikom Biatzovskym .
S Hladnikom je prehodil vso Kranjsko in mu pomagal nabirati rastline za vrt in herbarij. Ko je 1834 po Hladniku vodstvo vrta prevzel Ivan Nepomuk Biatzóvszky, ki je poleg vodenja vrta opravljal še vrto drugih dejavnosti, se je ta v oskrbi vrta zaradi bogatih izkušenj zanesel na Fleischmana. Ko je Biatzovsky leta 1850 odšel v Salzburg, je Fleischmann prevzel vrt in ga samostojno oskrboval do smrti leta 1867.
Fleischman je živel z vrtom; skrbel je za njegovo popularizacijo s članki v reviji Carniola, kjer je redno objavljal sezname rastlin, ki so cvetele v vrtu, pogosto je pripravljal botanična predavanja urejal herbarije, zbiral semena. Ukvarjal pa se je tudi s sadjarstvom; z nasveti je pomagal kmetom po celi Kranjski in sodeloval na kmetijskih razstavah.

## Publicistično in pedagoško delovanje
Fleischmann je skupaj z Hladnikom in nato samostojno raziskoval kranjsko floro. Prispeval je 75 herbarijskih primerkov za herbarijsko zbirko Flora germanica exsiccata (Nemška posušena flora) in napisal nekaj člankov s področja floristike. Za Fleischmannovo glavno delo velja knjigaÜbersicht der Flora Krains oder Verzeichniss der im Herzogtume Krain wildwachsenden oder allgemein cultivierten sichtbar blühenden Gewächse sammt Angabe der Standorte (Ljubljana, 1844), ki je po Scopolijevi knjigi o kranjski flori drugo tiskano delo o rastlinah na Kranjskem. Tedanji botaniki so ga upoštevali kot znanstvenika, čeprav nekatere njegove napovedi niso vedno točne. 
Spisal je še: Über Scopolia Hladnikiana (Regensburg, 1839); Der Hügel Babna gora bei dem Dorfe Lauerza in Krain (Regensburg, 1840); Nachträge zur Flora Krains (Regensburg, 1846) Flora an der südlichen Staatseisenbahn von Laibach bis Cilli.
Fleischmann je največ pisal v nemščini za revije Carniola, Flora in Verhandlungen des zoologisch-botanischen Vereins in Wien. Bil je med prvimi, ki je o botaniki pisal v slovenskem jeziku za poljudni tisk (npr. Bleiweissove Kmetijske in rokodelske novice), zato ga uvrščajo med začetnike poljudnega naravoslovnega pisanja. Zaslužen je tudi za zapisovanje rastlinskih imen v slovenskem jeziku.
Bil je zasebni učitelj botanike in predavatelj na liceju; veljal pa je tudi za priljubljenega predavatelja. Prirejal je poljudna predavanja o botaniki in naravoslovju v botaničnem vrtu in na ljubljanski živinozdravniški šoli. Botanika je bila precej priljubljena med tedanjimi intelektualci, zato so njegova predavanja naletela na velik odmev in imela tudi precejšnjo vlogo pri vzgoji mladih slovenskih botanikov

## Priznanja
Andrej Fleischmann je bil leta 1839 imenovan za dopisnega člana kraljeve bavarske botanične družbe v Regensburgu in 1841 za dopisnega člana Kranjske kmetijske družbe. Ob 200. letnici njegovega rojstva v letu 2004 je občina Dol pri Ljubljani počastila njegov spomin z razglasitvijo "Leta Andreja Fleischmanna". Pošta Slovenije je v letu 2012 izdala poštne znamke, katerih vsebina je bila povezana s Hladnikom; med njimi je bil tudi motiv Fleischmannovega rebrinca, rastline, ki je ime dobila po A. Fleischmannu.

## Rastline, imenovane po Fleischmannu
Po Fleishmannu so poimenovali dve rastlini: Fleischmannov rebrinec (Plastinaca sativa var. fleischmanni (Hladnik) Burnat) in Fleischmannovo grabljičje (Knautia fleischmannii).